# 元氣少女緣結神
《元氣少女緣結神》是日本漫畫家鈴木JULIETTA創作的日本漫畫作品。從2008年在花與夢開始連載。故事主線講述日本女高中生桃園奈奈生因緣際會成為代理土地神，為人類和妖怪鬼神排憂解難、締結姻緣，過程中和神使巴衛相戀的奇幻經歷。
於2012年7月5日決定改編成電視動畫，並由大地丙太郎擔任監督，同年10月1日開始播出。因花與夢創刊40周年所以在官方8月2號推特上與花與夢2014年9月刊封面上宣布製作第2季，並於2015年1月開始播放。2015年3月21日至29日於東京芸術劇場上演真人舞台劇。漫畫連載於2016年5月24日正式完結。

## 故事簡介

### 設定
《元氣少女緣結神》的故事背景設定於智慧型手機普及時代的近現代日本，但與現實略有不同，作品中除了人類以外，世界的智慧種族尚有神明和妖怪等非人存在，世界領域則區分成為神明主要居住的高天原、人類作為主要居民的現世、往生者靈魂所在的黃泉。本作中的神明能藉由聆聽和累積實現他人的願望，增強和延伸出不同性質的「通力」（力量），但同時受信徒的多寡左右其力量和存在。在位神明持有名為「神之印記」的職位證明，擁有轉讓「神之印記」賦予繼任者神格和選擇指定對象擔任服侍兼護衛職責「神使」的權利。被神明賦與神職和力量的人類稱作「人神」，普通人類能藉由持有妖怪身體的部分看見非人存在相關事物。

### 劇情梗概
本系列作故事講述主角桃園奈奈生與人類和妖怪鬼神交流的經歷，奈奈生是早年喪母、和沉迷賭博導致債台高築的父親相依為命的日本女高中生，直至某日父親忽然人間蒸發，債主登門討債和抵押住房，走投無路的奈奈生偶然幫助被狗追趕的「御影神社」原主人兼土地神御影解圍，後者轉讓自己的神社給奈奈生居住，同時委託她代理土地神的職責管理轄區兼聆聽實現信眾的願望。經由御影及其狐神使巴衛的輔導協助，奈奈生開始接觸和學習應對各種妖怪和神祇引起的諸類事件，還在過程中結交了各路朋友與貴人。
故事前期的劇情環繞在奈奈生在人類日常生活與兼任代理土地神延伸的事件，起先奈奈生和神使巴衛不合，但經歷連串事件令雙方察覺彼此的優點互生好感，隨著劇情推進巴衛觸動了過往契約的詛咒，令奈奈生為尋求解方多度穿越至五百多年前的時空，作中穿插敘述表明奈奈生因為穿越時空已和當時的巴衛結下不解之緣，但奈奈生為避免時間悖論影響過去轉而讓人類女子雪路代替自己成為巴衛的心上人，雪路被巴衛當時的朋友惡羅王殺害遺留一女，而奈奈生正是繼承雪路血統的後裔。巴衛拜奈奈生的行動所賜解除了詛咒，心生成為人類與奈奈生相守的願望，但也因此一度衝動行事意外變回野狐，經過奈奈生的奔走和貴人相助才讓巴衛恢復原貌。後期奈奈生和巴衛經過黃泉的冒險，讓惡羅王懷抱惡意的昔日隨從夜鳥被黃泉火之山消滅，也為了讓巴衛成為人類遵從大國主的條件離開「御影神社」卸除各自的神職。最終高中畢業的奈奈生和巴衛接受熟識貴人與朋友的祝福正式結婚，兩者婚後育有一子，其他有所交集的人類與非人們也有各自的新生活。

## 登場人物

### 主要角色
桃園奈奈生
聲：三森鈴子（日本）、楊凱凱（台灣）、陳雪瑩（香港）
女主角，故事開始時是宇治上高中的學生，擁有褐色的長髮和雙瞳。生日2月20日，雙魚座，血型A型。身高162cm。家境贫穷，性格活潑開朗的少女。討厭的食物是香菇。
幼時母親早逝，被父親獨自撫養成人，但由於父親嗜賭致使債主接連上門討債，在父親欠債逃跑，家裡房屋被抵押無家可歸的情況下，突然遇見御影神而且被賦予代理神的稱號。帮御影从惡狗追赶中解脱，御影以將自己的土地神社轉讓給奈奈生的條件，讓奈奈生同意成為其代理土地神，協助朝拜者圓願。經常輕易答應別人的條件，不太懂保護自己。因為長期負責處理土地神的工作，讓她的缺席日數達到危險邊緣。
初期与巴衛不合，曾强迫巴衛成为自己的神使，但隨著和巴衛長期相處相处，發现了他雖然毒舌但是其实優點很多并且很可靠，是個溫柔且忠誠不二的神使，慢慢地喜歡上巴衛。在巴衛想起被御影抹去的那段記憶後陷入死的詛咒只剩下七天壽命，奈奈生為了解救巴衛而數次回到過去，在河邊救起被戰神砍傷的巴衛，並且尋找解除契約的辦法，也在這段時間內讓巴衛愛上了奈奈生，慢慢化解原本殘暴的獸性漸漸學會了保護。由於奈奈生為了避免干涉過去而改變未來，一直避免讓巴衛知道自己真正的名字，只對巴衛下約定會在未來成為他的妻子，卻因此讓雪路代替自己成為巴衛喜歡的人，而在未來重新遇見後也讓巴衛重新喜歡上奈奈生。奈奈生最後一次時回的過程中，遇到正煩惱該如何拯救巴衛的御影，奈奈生以為自己成功回到現代，其實不然，御影請奈奈生告訴他整個故事的來龍去脈，他知道奈奈生是唯一可以拯救巴衛的人，可是她不是這個時代的人，於是讓巴衛遺忘，來等到奈奈生的出現。
在回到過去尋找解除契約方法時墮神黑磨告訴奈奈生雪路的血統是短命的種，原本該是十分正常的被自然界所淘汰的血種，然而龍王之眼卻代代彌補了這些由母親到孩子到下一代，經歷了很久很久才傳到奈奈生這一代，這時才知道自己是雪路的後代子孫，為此而感到開心。
修學旅行時因為霧仁偷走人魚的羽衣，而導致亞美被誤會是小偷而擄走，為了救亞美找到霧仁的式神並且同意對方的交易讓霧仁吸走自己的精氣，以換回羽衣救回亞美，卻導致自己陷入虛弱狀態，後被及時救活。由於被霧仁吸走精氣，被告知若不待在鞍馬山便只剩下半年壽命，卻為了與巴衛度過而選擇離開。後來霧仁在臨死前把奈奈生給他的精氣還給了巴衛。從黃泉回到神社後，大國主為了完成故友黑麿的遺願，願意幫助巴衛成為人類，這表示將必須離開御影神社、與巴衛回歸人類社會，遂與大國主約定「一年後高中畢業再讓巴衛變成人類」。為了和希望成為人類的巴衛廝守，開始兼差賺取生活費和考取各種認證資格，透過巴衛支持考取短期大學的幼兒保育系。
最終在高中畢業當天和妖怪身分的巴衛結婚，婚宴結束隨即卸下代理土地神的職位離開神社，於幼兒園擔任八年的幼兒老師，因為懷孕而正式離職，劇情尾聲時和巴衛偕同剛出世的兒子返回御影神社探視御影及瑞希。
巴衛
聲：立花慎之介／種崎敦美〈孩童型態〉（日本）、馬伯強（台灣）、陳健豪（香港）
男主角，身高182cm，500歲以上，職位为神使，性格傲娇，相貌俊美，原本是侍奉御影神社土地神的神使，现作为臨时土地神的奈奈生的神使。銀白色頭髮，漫畫單行本和週刊封面的雙瞳顏色設定極其豐富（動畫版為紫色內瞳灰色外瞳，前面集數偏淺灰色，後面集數偏紫），神使状态为短发，妖怪状态为长髮，漫畫版中巴衛請狸貓小姐將長髮剪為短髮（第14話）。
原本是一隻野狐，因为御影讨厌狗，巴卫替代了狛犬的位置，非常忠心，一直等待舊主人回來，战斗能力极强（擅長以利爪和武士刀進行肉搏戰，亦擅長使用火焰和法術），對於家政事務也非常拿手。讨厌向人类低声下气，初期与奈奈生不合，但随着对奈奈生了解的增加，一次又一次的帮助并一直拼命保护着奈奈生，总担心她的安危。在校化名為御景巴衛陪同奈奈生行動。以前喜欢雪路（奈奈生的祖先。巴衛真正愛的其實是回到過去的奈奈生，只是當時巴衛以為奈奈生是雪路），但被御影抹去了对她的记忆。因瑞希的话才察觉到自己喜欢奈奈生。但是也因為這樣導致自己陷入詛咒中，御影為了減緩詛咒而即時將巴衛封印在鏡子中，這段期間的奈奈生則是回到過去，找出解除詛咒的方法。巴衛也因為遇見了奈奈生的關係讓自己發現喜歡上了人類，為了保護奈奈生漸漸化解原本殘暴的一面學會了保護。得知過去已和奈奈生邂逅的真相後，巴衛為雪路的境遇惋惜感傷，亦因自己終於和奈奈生再續前緣而欣喜。
巴衛的武士刀有兩把，一把被戰神砍斷，另一把曾在奈奈生被盜賊摟住時，巴衛將另一把武士刀拔出想砍盜賊，但被奈奈生阻止。因為過去和奈奈生邂逅的影響，喜歡吃笹饼。不擅歌唱。
想成為人類而飲下羽成的進化之水，卻因此變成狐狸，只能尋求大國主的幫忙。待在黃泉世界期間，伊邪那美拿了一朵未開花的花給了奈奈生，當巴衛真的愛上人類的時候，那朵花就會綻放，到時吃掉它就會變回來。成功復原回到神社後，大國主為了完成故友黑磨的遺願，願意幫助巴衛成為人類，變成人類表示巴衛與奈奈生將回歸人類社會，不再是神使與土地神，必須離開御影神社，奈奈生遂與大國主約定「一年後高中畢業再讓巴衛變成人類」。
最終向奈奈生求婚，以妖怪的身分在高中畢業當天於眾人的祝福下和奈奈生結為連理，婚宴結束隨即和奈奈生前往出雲成為人類，透過奈奈生的輔導學習適應人類生活。之後以人類身分進入一間工務店任職兩年，憑己身實力將店鋪發展成大公司，以回老家繼承神社為由提出辭職，劇末偕同奈奈生和剛出世的兒子返回御影神社探視御影及瑞希。

### 其他人物

#### 主角身邊的神祇、神使及妖怪
瑞希
聲：岡本信彥（日本）、孫誠（台灣）、張振熙（香港）
原夜之森神社的聖神使，化身是白蛇。留著翹髮尾的白色短髮，膚色淨白，藍色雙眼（動畫版為碧色雙眼），擁有操縱白蛇和水的力量，身高175cm。自從主人夜之森大人消失後跟巴衛一樣孤獨守舍多年之久。曾被奈奈生拯救，喜歡奈奈生，後來因為信任奈奈生而成為奈奈生的第二位神使，是個被虐狂。對巴衞羨慕又妒忌，和巴卫一样，曾经独守没有主人的神社，成为神使之后平日的表面上和巴卫经常吵架，而实际上两人的关系非常好，可以说是“知己”。喜歡的食物是人間的冰淇淋，亦喜歡飲酒和釀酒，但討厭葡萄酒。
在修學旅行因為亞美被羽成擄走，協助巴衛、奈奈生、鞍馬進行拯救亞美的行動，後以此為契機，決定和羽成成親，但仍向羽成聲明自己的心裡仍關注著奈奈生。最終為奈奈生和巴衛的姻緣獻上祝福，劇情尾聲於十年後和御影親自迎接以人類之姿探訪御影神社的巴衛和奈奈生。
御影
聲：石田彰（日本）、鈕凱暘（台灣）、張振熙（香港）
御影神社原土地神，在本作形象是留著黃色短髮，配戴眼鏡的男子。讨厌狗，离家出走20年。知道奈奈生没有家之后，就把自己的神社之主的位置让给了奈奈生。他的化身为蝴蝶。會離家出走的原因也是因為奈奈生回溯錯時間回到20年前，那時候的御影正好苦惱著巴衛的詛咒不知怎麼解剛好遇到找到解除契約回來的奈奈生，為了讓奈奈生與巴衛相遇而離家出走，表面上是離家出走其實一直都在附近看著他們兩人並沒有真的離開。
在回歸神社後並沒有取回自己的神籍而是繼續讓奈奈生當土地神，自己則成為奈奈生名義上的養父，繼續守護兩人。奈奈生和巴衛同意大國主提出的「畢業後離開御影神社」的條件後，為了幫助奈奈生和巴衛支持經濟生活，同意支付巴衛五百年來的工資。最終為奈奈生和巴衛的姻緣獻上祝福，劇情尾聲於十年後和瑞希親自迎接以人類之姿探訪御影神社的巴衛和奈奈生。
鞍馬／真壽郎
聲：岸尾大輔（日本）、孫誠／龍顯蕙〈幼少期〉（台灣）、袁德基（香港）
烏天狗，在本作形象是留著覆蓋左眼的深紅色短髮青年，身高183cm。在人類社會中以墮天使設定形象的偶像身份受年輕人追崇。本名真壽郎，是鞍馬山第三代首領僧正坊的獨生子。小時候因成長緩慢，經常遭到同類的欺負，翠郎是在此時關心他的人，常常保護他。其實在下山之前都不太會飛行，老是被二郎鍛鍊，曾因為二郎的要求從雷獸的洞穴飛出來，而進入洞穴，被隨即趕到的翠郎救出，但落雷打到翠郎的翅膀，導致他不能再飛行，鞍馬也因為這件事下山長達十六年，再次回到故鄉時，聽到翠郎吹奏的樂曲「雲珠櫻」，而不再對此事感到害怕。
曾經試圖奪取奈奈生土地神的地位，經巴衛的教訓後以失敗告終。現在和奈奈生成為朋友，對奈奈生有濃厚興趣。在瑞希擅自離開神社出走的期間亦給予其不少關照。不喜歡讓自己捲入麻煩的事情中而失去現在的棲身之處。其後為了拯救遭人魚長老羽成變成儒艮的亞美，冒險前往海裡和羽成交涉，成功取得進化之水令亞美恢復原狀，也得知亞美長久以來暗戀他的心意。
最喜歡聽翠郎吹奏雪珠櫻。畢業前正式辭退演藝圈，選擇返回鞍馬山接替和培養天狗的領導者，返回山裡前告訴亞美他不希望亦不能要求亞美等候他，但答應會在亞美經歷諸多人生經歷且孤身一人的時候，親自前來迎接她。
虎徹
聲：大久保ちか（日本）、姜瑰瑾（台灣）、顧詠雪（香港）
鬼火童子，是神社的精靈，普通人無法看見祂的存在。戴著一只眼小而嘴尖的丑八怪假面具，絕對不讓人看到臉。
鬼切
聲：新子夏代／松井菜櫻子（第二季）（日本）、龍顯蕙（台灣）、王夢華（香港）
鬼火童子，是神社的精靈，普通人無法看見祂的存在。戴著面帶笑容的紅唇白面具。
小護
聲：楠ひなた〈式神型態〉／山下大輝〈人類型態〉（日本）、穆宣名（台灣）
奈奈生的式神，原本應該在式神蛋裡被培育7天的，因為被瑞希不小心踩破而提早在第一天就出生，有些發育不良，就算如此仍可協助奈奈生完成退魔結界。可以變身為人類的小孩子。之後巴衛和奈奈生因為選擇以人類身分在人間生活，再也無法變成人類的模樣出現在兩人面前，仍偕同巴衛和奈奈生離開御影神社共同生活。

#### 其他鬼神角色
鬼婆婆
聲：松井菜桜子、姜瑰瑾（台灣）
奈奈生被御影賦予土地神印記後，首度遇見與之為敵的妖怪。試圖追殺奈奈生但未能成功，隨後被趕到現場的巴衛擊敗。
沼皇女／沼野姫美子
聲：堀江由衣（日本）、龍顯蕙（台灣）、莎拉（香港）
御影神社的守護地‧伊佐良沼的主人。鯰魚的化身。御影在任時期便和前者建交的存在。
妖怪型態是外型有著圓形的臉龐和雙眼，身著古代貴族華衣的女士，有著情緒處於不滿或緊張時，下意識咬嘴唇的習慣。化身成人類時則是留著紫色中長髮，藍色雙眼的美少女。
十年前在伊佐良沼邂逅當時不慎迷路的人類男孩裏島小太郎，對其產生愛憐之情。因為希望和裏島小太郎再續前緣，但亦擔心自己身為妖怪的身份會為彼此帶來阻礙，遂造訪御影神社請求奈奈生為其圓願。最后在奈奈生和巴卫的帮助下，隐藏了妖怪身份，使用妖术化为人类的樣貌，化名沼野姬美子與小太郎成功恋爱，和奈奈生也成了好朋友。
在竜鯉錦來提親之後因為誤會而讓小太郎知道自己的妖怪身份一度很失落，但是最後小太郎接受了沼皇女是妖怪仍然要繼續在一起的意念後就從婚禮會場一起逃走了。後來還一起去旅行，也買了一些土產送給奈奈生。
奈奈生和巴衛向大國主結定「讓巴衛成為人類」的約定十個月後，以人類之姿懷上裏島小太郎的孩子，為奈奈生和巴衛的姻緣獻上祝福兼提供婚禮禮服。
青竹
聲：市瀨秀和（日本）、鈕凱暘（台灣）、袁德基（香港）
侍奉沼皇女的護衛。原形是一隻魚。個性衝動野蠻，不時就對他人拔刀相見。初次偕同沼皇女拜訪奈奈生時，因為和負責接待的巴衛不合而險些大打出手，被巴衛變回原形一段時間，後來奈奈生與沼皇女出面制止兩者始結束這場衝突。
僧正坊
聲：神谷明（日本）、馬伯強（台灣）
鞍馬（真壽郎）的父親，為鞍馬山第三代首領大天狗。因為妖怪夜鳥的計謀導致魂魄離體，使得鞍馬山的萬年櫻不再開花，後來在奈奈生和巴衛等人的協助下尋回魂魄。
二郎
聲：羽多野涉（廣播、動畫）／岩崎爱〈幼少期〉、鈕凱暘／龍顯蕙〈幼少期〉（台灣）
留著黑色短髮，兩頰有疤，性格內斂的天狗青年，在鞍馬尚未離山之前，經常擔起訓練鞍馬的責任，對待任何接受其訓練的天狗孩童都十分嚴格。有著千杯不醉的酒量。原本信奉力量主義至上且頭腦相當頑固，一心想成為鞍馬山第四代首領，但在夜鳥使計令僧正坊的靈魂脫體的期間，協助奈奈生和巴衛等人尋回僧正坊的靈魂，亦因此契機愛上奈奈生，更不惜為了保護險遭雷獸攻擊的後者而身受重傷，趁機向對方告白。事件落幕後服用奈奈生取得的桃丹順利治癒傷勢，欲挽留對方留居鞍馬山，唯因為奈奈生決定和巴衛返家而作罷，此後視其為「鞍馬山的仙女」，理解奈奈生真正鍾情的對象是巴衛，仍義無反顧的守護對方。
在奈奈生前往御山途中遭夜鳥襲擊命危之際，察覺御山的山頂靈道被開啟風穴而前去巡視，因而及時發現並出面解救奈奈生，將其帶回鞍馬山靜養，但旋即因為聽見奈奈生想和巴衛廝守的告白而深受打擊。雖然心繫著奈奈生，仍在獲知奈奈生和巴衛宣布結婚的消息後，於出席兩者婚禮期間且不掩飾其對奈奈生的愛意的情況，為兩者獻上祝福。
在後日談交代成為了鞍馬山第四代首領。
翠郎
聲：平川大輔／遊佐浩二（廣播）、姜瑰瑾（台灣）
鞍馬（真壽郎）年少時期的恩人，相貌優雅，性格溫和的長髮天狗青年。擅於吹笛，鞍馬特別喜歡其吹奏的樂曲「雪珠櫻」。自鞍馬年紀尚小的時候便經常關心他，後來為了從雷獸的洞穴拯救鞍馬，遭落雷擊中翅膀而無法飛行，令鞍馬的心裡留下陰霾並引咎下山。直至後來和鞍馬再次相會，當著前者的面前再度吹奏「雪珠櫻」，才讓鞍馬解開多年來的心結。本身不擅長跟女性說話交際，跟奈奈生對話時總是看著巴衛說話，令奈奈生有些不悅。
奈奈生和巴衛宣布結婚的消息後，收到兩者的婚禮請帖，作為受邀賓客帶著年幼天狗參與婚禮，為奈奈生和巴衛的姻緣獻上祝福。在後日談繼續待在鞍馬山生活。
惡羅王
聲：諏訪部順一（日本）、鈕凱暘〈僅第二季ep.1〉／孫誠（台灣）
高等妖怪，擁有不死之身，巴衛五百年前的摯友。原型是頭頂長著獸耳，腰部以下為蓄著深色毛皮的羊型身軀的妖怪。不知何故身體與靈魂分離（在漫畫第118話表示自己被巴衛謀害才導致靈魂脫離身體），靈魂被關在黑暗中五百年，最後透過在雪山遇難的人類青年毛利霧仁的身體借屍還魂，目前正積極的想要找回原來的身體。於五百年前撞見了穿越的奈奈生，稱當時的她為「圍巾女」。在漫畫版曾被黃泉之主短暫拘留，後被奈奈生救回。在奈奈生的學校舉辦沖繩修學旅行時候，為了能將被扔在黃泉比良坂火山的身體取回，偷走了人魚的羽衣，卻因為身體壽限將至處於瀕死邊緣，為了續命而藉著親吻奈奈生吸取其精氣，令得悉其作為的巴衛頓時怒髮衝冠。
在巴衛不慎服用進化之水變回狐的原型後，意識到自己對奈奈生的特殊情感。
在霧仁的母親亞子要被夜鳥殺掉時捨命相救，放棄拿回妖怪軀體的機會，臨終前的惡羅王意識到自己的心中有了愛，自己不僅有所改變，還有了無法替代的人事物，此时他才明白当年巴卫的心意，以人類身份感受到了人類的爱、亲情和友情，内心已经不再空虛，也不后悔自己最后的决定。最終他以惡羅王的型態消逝在巴衛懷裡，向霧仁的母親亞子坦承一切，將奈奈生的壽命歸還給她，便以霧仁的型態開心地躺在亞子的懷裡逝世。留给巴卫无盡的感嗼和怅惘。
后由於得到了一滴进化之水，加著毛利亚子对伊邪那美的请求，最後轉生為人類女孩，名字為綺羅羅。仍持續和巴衛、奈奈生保持連繫。
乙比古
聲：高橋廣樹（日本）、孫誠（台灣）
試探奈奈生的神適應能力的謎之人物。外型是個蓄著短髮，穿著帶有陰柔風格的男性。被奈奈生稱為「半大叔半大嬸的大嬸」（叔叔嬸嬸叔叔）。
實際上是風神，也是御影的舊友。說話喜歡使用女性用語。最終同御影為奈奈生和巴衛的姻緣獻上祝福。
龍王・宿儺
聲：浪川大輔（日本）、鈕凱暘（台灣）、袁德基（香港）
統治著海域的龍王。平常習慣用眼罩遮掩失明的右眼，不習慣到陸地活動，輕視棲息於淡水的妖怪們。擁有操縱水和海底生物的力量。個性錙銖必較，有仇必報，會要求受其施恩的對象需要償還他的人情債；另一方面和夫人龜姬感情很好（懼內），也不擅應對貴婦們。
因為龍王的眼睛被視為長生不老的靈藥，巴衛故於526年前為救回性命垂危的雪路（亦即奈奈生的祖先），擊敗龍王並取走其右眼。此後龍王便伺機等待巴衛接近海邊的日子，欲讓巴衛還回右眼，熱衷於對巴衛復仇。之后再次相遇绑架了巴卫，要求奈奈生把眼睛找回，但由於龍王之眼從雪路始啟歷經幾代移轉，待奈奈生經由磯姬協助取出右眼時，已經變成彈珠般的大小，最终奈奈生仍归还了變小的右眼。被龜姬教育后和巴卫和解，并因替龜姬跑腿的关系不时去拜访奈奈生的神社。
小太郎和龍鯉錦相互對峙之際，出面為小太郎解圍，並對其告知沼皇女是妖怪的實情。奈奈生和巴衛宣布結婚的消息後，和龜姬收到兩者的婚禮請帖，作為受邀賓客參與婚禮，為奈奈生和巴衛的姻緣獻上祝福。
「儺」字中文發音同「挪」nuó。
龜姬
聲：岡村明美（日本）、姜瑰瑾（台灣）、莎拉（香港）
龍族女性，為龍王‧宿儺的妻子。平常性格和藹可親，待人客氣有禮，一旦發怒連龍王都得避退三舍。與丈夫龍王形影不離的同時對其態度非常嚴厲；擅長裁縫，非常忌諱提及年齡的問題。奈奈生和瑞希準備歸還龍王右眼時，正要從娘家返回龍宮的龜姬和前兩者搭上同輛海龜巴士而認識彼此，並且在巴衛和龍王於龍宮城大打出手的時候，和奈奈生先後介入調停兩者間的糾紛，從而令巴衛和龍王消弭彼此間的敵意。此後便時常委託龍王前往陸地幫忙跑腿。
奈奈生和巴衛宣布結婚的消息後，和龍王收到兩者的婚禮請帖，作為受邀賓客參與婚禮，為奈奈生和巴衛的姻緣獻上祝福。
鳴神姬
聲：冰青（日本）、龍顯蕙（台灣）、莎拉（香港）
雷神，能夠引起落雷和暴雨。在天界擁有自己的神社。祂在本作中被刻畫為脾氣高傲、暴躁、沒耐性的女神，而且常常虐死石犬，目前換到第32代（一共死了64隻）。在故事正篇曾取代奈奈生做為御影神社的神位，但因為巴衛對御影還保有忠誠度而作罷。
磯姬
聲：小林優（日本）、龍顯蕙（台灣）
棲息於海岩岸邊的女性妖怪。經常在棲息地盤擺攤販賣具有法力的道具，進而引誘附近的人類上鉤。個性貪小便宜且出爾反爾，擁有能夠透視物體的千里眼。在奈奈生和瑞希回到過去向當時的巴瑞討回龍王的右眼時，發現了奈奈生體內藏有龍王右眼的秘密。後來向回到現實世界請求她取出龍王右眼的奈奈生提出犧牲30年壽命的代價，卻在取出龍王右眼後準備將奈奈生的靈魂和龍王右眼據為己有。最終被趁勢向昏迷中的奈奈生親吻而立下誓約的瑞希教訓了一頓，並作為賠罪的代價，將前往龍宮城的車票交給奈奈生和瑞希。
土蜘蛛
過去被御影施加封印並囚禁於御影神社裡的妖怪，當乙比古為了測試奈奈生是否擁有擔任土地神的資格，於是在神社週遭施放瘴氣，但由於先前奈奈生在尋找祭典所需的用具時不小心把封印土蜘蛛的箱子打翻（第十一章，第十二章），導致封印土蜘蛛的符咒效力減退，使土蜘蛛掙脫封印的束縛並且吸收了乙比古所施放出來的瘴氣而襲擊奈奈生、巴衛、瑞希，最後由於巴衛和瑞希奮力抵擋土蜘蛛的攻勢，加上御影運用自己的力量，加持奈奈生的神力，令奈奈生終於得以成功地跳完封印之舞而再次回歸封印狀態，乙比古也因此事選擇認可奈奈生土地神的資格（以上為動畫版）。在漫畫版中曾出現於圖書館內。
狸貓小姐（朝霧 & 夕霧）
於原著漫畫第14章協助巴衛修剪頭髮的雌性狸貓，留著日式傳統髮型和穿著和服，對巴衛十分親暱。有的時候巴衛也會委託他們買一些上等原料，通常是為了奈奈生嘴饞想吃東西。
唐傘小僧
聲：姜瑰瑾、龍顯蕙（台灣）
夜之森神社的兩個小妖。
水玉
聲：三石琴乃、龍顯蕙（台灣）
妖怪花街遊廓的年長雌性狸貓遊女，對巴衛有好感。當巴衛光顧店裡的時候，會變成年輕的模樣迎接前者。六百年前年紀尚小時，惡羅王為了尋樂而肆意闖進花街縱火屠殺，僥倖逃出的水玉被前來此處的巴衛掩護逃走，感念其恩情，於五百年前和巴衛再會後，開設狸貓茶館，允諾巴衛身心需要休息時可光顧店裡短暫歇息。查覺巴衛對奈奈生的感情後，為巴衛能找到棲身之所感到欣慰。
伊邪那美
聲：松井菜櫻子、穆宣名（台灣）
大國主的祖母，掌管黃泉世界的鬼神。在本作設定中平常人無法看見祂的形體，但會依循指定對象心中所記的人的樣子呈現在他們的面前。曾先後借用柊香夜子和貓田亞美的容貌，出現在奈奈生的面前與之交流。之後在巴衛誤飲過量的進化之水而變回狐狸原型的期間，將一朵未綻放的花朵交給後者，表示此花唯有在巴衛真正愛上人類時才會綻放，只有巴衛服下綻放的花朵才能恢復原狀。
緋王
聲：清水香里、龍顯蕙（台灣）
服侍伊邪那美的神使，造型是桃紅色短髮的貓女。說話時句尾會加上「喵~」作為結束。
伊邪那美的使者
聲：姜瑰瑾、龍顯蕙（台灣）
服侍伊邪那美的部下。
夜鳥
聲：下野紘／私市淳（廣播）、孫誠（台灣）
惡羅王的部屬，對惡羅王極其忠心。500年前原本是毛球狀妖怪，藉由吞食別人獲得力量，為了留在惡羅王身邊而吞食越來越多的人（惡羅王曾說他喜歡強大的人），但隨著身體變大身上的「臭味」也日益明顯，最後惡羅王仍叫他離開。為此他捨棄了原本的身體，佔據了助（雪路的隨從）的身體而成為了夜鳥。後趁著奈奈生為挽救不慎過度飲用進化之水而變成狐狸原型的巴衛，前往御山的期間，為了令惡羅王復活，現身襲擊奈奈生欲將其滅口，但被忽然現身的二郎及時制止。出於不明原因和黑磨融為一體，獲知惡羅王去世的消息而企圖讓自己取代惡羅王，還準備佔據惡羅王的身體試圖令其復甦，最終因為企圖反叛，被黃泉火之山的烈火燃燒殆盡。
牡丹丸
聲：齋藤彩夏／茅原實里（廣播）、穆宣名（台灣）
奈奈生和巴衛偶遇的小天狗，橙丸的兄長，因為鞍馬山發生嚴重的事態，特地下山尋找離鄉多年的鞍馬，促成奈奈生和巴衛陪同鞍馬返鄉解決危機。和鞍馬一樣發育較晚，因此將鞍馬視為偶像。奈奈生和巴衛宣布結婚的消息後，懇求翠郎帶著他們出席婚禮。
橙丸
聲：古田うた、穆宣名（台灣）
牡丹丸的弟弟，在奈奈生造訪鞍馬山時對其感到好奇，後來在二郎將被夜鳥吸收部分壽命的奈奈生帶回鞍馬山時已成長不少（頭髮變長且身高變高）。奈奈生和巴衛宣布結婚的消息後，懇求翠郎帶著他們出席婚禮。
千代丸
聲：楠日向、龍顯蕙（台灣）
鞍马山的小天狗，非常喜欢奈奈生，视她为姐姐。
竹丸
聲：东城咲耶子、姜瑰瑾（台灣）
鞍马山的小天狗，非常喜欢奈奈生，视她为姐姐。
大國主
聲：森久保祥太郎、馬伯強（台灣）
出雲會議的主辦者，伊邪那美的孫子。根據本人說是「只要是女生都喜歡」的博愛主義者。因和奈奈生的約定得找一天去和人神柊香夜子道歉（騙她參加了假的培育式神比賽），但是本人似乎當成是去約會了。後於巴衛因為進化之水的作用變成野狐原形時，答應御影協助巴衛恢復原狀。
被夜鳥奪去精魂作為開啟黃泉之門用，一度處於石化狀態，後因為奈奈生等人的活躍而獲救。為實現黑磨生前未了的心願，對奈奈生和巴衛提出一年的準備時間，讓巴衛變成人類，代價是奈奈生必須回歸人類身分離開御影神社。
龍鯉錦
犬鳴沼的主人，原型為鯉魚的水棲妖怪。初期個性驕傲，說話時習慣自稱「錦」，和龍王關係欠佳。實則相當單純且溫柔善良，擁有淨化水的能力。由於水棲的習性，所以不能長時間待在陸地，而且待在陸地的期間須隨時補充水分。幼時因為不知火的撮合，得知沼皇女的存在並喜歡上對方，此後便決意要親自將沼皇女迎娶回犬鳴沼。
初登場時向沼皇女提親，卻因為沒認出化成人類外貌的沼皇女而對其展現輕視的態度，還一度和龍王發生衝突，甚至將整座御影神社移至自家沼澤，其後間接造成許多誤會，令沼皇女的妖怪身分曝光。在奈奈生的開導和教誨下，逐漸改變高傲的行事態度，真正的喜歡上沼皇女。後來在婚禮會場宣布和沼皇女成親之際，已接受沼皇女是妖怪事實的小太郎抵達現場，親自帶走沼皇女，最後龍鯉錦選擇成全小太郎和沼皇女，親自中止了婚禮。
奈奈生和巴衛宣布結婚的消息後，透過蒼依收到兩者的婚禮請帖。作為受邀賓客偕同蒼依與不知火參與婚禮，為奈奈生和巴衛的姻緣獻上祝福。
蒼依
龍鯉錦的屬下，綁著兩束髮辮，臉型圓潤，個頭矮小，專門負責處理雜役和照顧龍鯉錦的女妖怪。暗戀龍鯉錦。
不知火
龍鯉錦的屬下，額頭有枚菱形印記，將頭髮往後梳並束成馬尾的妖怪。其實說是保母更為貼切，從小拉拔龍鯉錦長大，常在暗處給予龍鯉錦保護及建議。後來為奈奈生令龍鯉錦真正蛻變成期盼裡的主人而向奈奈生致謝。
瓦魔子
不知火的屬下，原型是一隻醜陋的青蛙，在小太郎和沼皇女從龍鯉錦的婚禮脫逃後，趁機對沼皇女發射水槍，令後者的原型在小太郎的面前曝光。曾盜用奈奈生的身體想與巴衛遠走高飛，但在巴衛發現並威脅她後便把身體還給了奈奈生。
戰神建速
聲：内匠靖明、鈕凱暘（台灣）
奈奈生於出雲遇見的神祇，個性易衝動，是個音癡。初始時被奈奈生認為是相當可怕的神明，後來和巴衛刀劍相向，反遭其擊潰。在神明議會擔任風紀委員。在後來的冒險中多度幫助奈奈生等人。
年神
聲：村瀨步〈人〉 / 八重畑由希音〈羊〉、梁群〈人〉 / 龍顯蕙〈羊〉（台灣）
留著黑色沖天頭髮型的青年。每年正月都會挨家挨戶的拜訪，負責為新的一年帶來祝福的神明。原本是由神明一人前去挨家挨戶拜訪，但是過度操勞導致腰痛，因此就換成「十二支」(即十二生肖)神明每年輪流拜訪。因此有了規定是神社每年都要去年神神社去拿新的年神符。前往年神神社須經過十二鳥居，回顧自己十二年的過去。動畫版的是羊神（漫畫版是龍神），由於認為人間明年流行毛茸茸的東西所以刻意不剪毛。讓自己的毛過度蓬鬆巨大差點壓壞神社。但最後在奈奈生的勸說下而修剪羊毛，修剪完後外型是嬌小可愛的小綿羊。之後年神複製出奈奈生過去回憶中因家中火災而被燒掉的母親照片送給奈奈生做為謝禮。
湛（人魚）的長老-羽成
頭部長著犄角，波浪長髮，專門守護大海的女性人魚妖怪。由於右半臉長有鱗片，故總是用頭髮遮蓋右臉。其實是龍族（父親）和人魚（母親）的混血兒，有著以人魚來說醜陋的龍族的角，因自卑而用羽衣遮蓋著臉。在惡羅王盜走自己的羽衣後，將隨同奈奈生等人至島上展開修學旅行的亞美誤認成小偷並擄走她，還將其變為儒艮。在漫畫110話中，被鞍馬看到了臉（平常用羽衣遮著），因為早已下定決心只給丈夫看臉而感到害羞，之後被鞍馬騙取了能讓亞美恢復原狀的藥而大發雷霆，然而隨後又被瑞希看到了臉，甚至與其成親。其實只是希望能有一個真心愛她的人出現。最後因為被瑞希的話語所感動，親自平息海上的風暴，得知瑞希守護奈奈生的情意後，決定不再用羽衣遮蔽自己的容貌，將奈奈生歸還的羽衣贈與瑞希並送別後者回到陸地，瑞希則和羽成約定往後每逢兩人成親的紀念日，都會親自來到海邊和她相會。
奈奈生和巴衛宣布結婚的消息後，和柯吉姆那收到兩者的婚禮請帖，作為受邀賓客帶著柯吉姆那為奈奈生和巴衛獻上祝福。
柯吉姆那
服侍羽成的妖怪，個頭矮小似孩童，頭頂長著單角，蓄著過腰長髮。在奈奈生等人歸還羽成的雨衣後，現身告知主導該座島嶼精神世界的人類天皇欲感謝奈奈生等人的消息。
菊一、纹次郎
聲：森嶋秀太、武田一成（日本）、鈕凱暘、梁群（台灣）
惡羅王所創造的式神。对其忠心耿耿。长发是菊一、短发是纹次郎；纹次郎更为调皮捣蛋，而菊一则较为沉稳冷静。曾用人魚的羽衣換取奈奈生的精氣以保住惡羅王（霧仁型態）的性命，寧願違背惡羅王的命令也不願惡羅王死去。
雷獸
長居於烏天狗故鄉鞍馬山某處洞穴裡的猛獸，性格凶暴，對於肉的味道相當敏感，其釋放的雷擊強大到可以打斷天狗的翅膀，使其永久無法再生。因為夜鳥的計謀而吞下僧正坊的靈魂，後來在奈奈生踏入其所在洞穴時準備攻擊對方，以至於二郎為挺身保護奈奈生而遭其重傷，之後巴衛趕抵現場並以狐火擊敗雷獸，反而陰錯陽差地令雷獸吐出僧正坊的靈魂，眾人才順利解決事件，令鞍馬山的萬年櫻再度開花。
稻穗姬
聲：ゆりん 、穆宣名（台灣）
神明會議的出席女性神明，喜歡睡覺且常將事物推給他人處理。
文枝三神
聲：森嶋秀太、武田一成、松本健太（日本）、馬伯強、孫誠、鈕凱暘（台灣）
神明會議的出席神明，為三名長相相同的年邁老者，擁有淵博的知識，寫字字跡非常潦草。
麻毛理神
聲：福山潤、姜瑰瑾（台灣）
神明會議的出席神明，外形似孩童，愛吃桃子且擅長製造治癒傷病的靈藥桃丹。
紫
御影的舊友（巴衛謔稱「老不死的」）。原本是神靈，但因為和人類的女子相戀而中戀愛的毒，改變了身體的型態，成為落根於該女子住處庭院的樹，加上長期以來積蓄於心中的各類情感，讓祂的枝枒和樹根扭曲變形。紫過世後，御影帶著奈奈生參加紫的喪禮。
門兔
聲：龍顯蕙（台灣）
天界的守門兔神。
海牛
聲：龍顯蕙、穆宣名（台灣）
海裡會說話的動物。
神墮
聲：姜瑰瑾（台灣）
被剝奪神籍的神明，仍保留有原先的法力。
柊香夜子
出云神议篇开头登场，奈奈生等人於京都遇見的女性人神，但该角色未动画化（对应TV剧情为第二季第一集）。漫画设定为与奈奈生争夺出云神议席位的第二位人神，亦是作品连载至此，与奈奈生并列的仅有的两位人神。能力强大，性格高冷，看不起奈奈生，自詡為比奈奈生更加優越的人神，对打败她信心满满。但其实她的存在只是乙比古试炼奈奈生的棋子，并且因为讨厌被污秽侵染，在土蜘蛛襲擊校園事件时拒绝净化，只顾着保护自己的式神之卵，被奈奈生以退魔结界打败。喜欢雾仁，但雾仁实际上也在利用她。在得知自己被双重利用后大受打击，经奈奈生的鼓励，重新振作起来，与她成了朋友，有时也对她进行一些中肯的建议。後來黃泉之主曾借用其容貌現身於奈奈生的面前。奈奈生和巴衛宣布結婚的消息後，收到兩者的婚禮請帖。作為受邀賓客參與婚禮，為奈奈生和巴衛的姻緣獻上祝福。
煌加布里
聲：子安武人
五百年前恶罗王的手下之一，十分自恋。被恶罗王派去杀死假扮雪路出嫁的奈奈生，即将得手时被巴卫重伤，但并未死亡，巴卫带走奈奈生后，被毛球吞食。
鐵鬼丸
聲：馬伯強（台灣）
動畫第二季第三集登場，受到附身在人类身体上的霧仁（惡羅王）游说其进入黄泉，由于乙比古的意外到来，霧仁被作为人质带入了黄泉，但鐵鬼丸一進去就化為塵土。因為人类的身体一碰到黄泉的空气就会腐烂，奈奈生及時進入黄泉搶救霧仁，由於接觸到神而使霧仁不會受到黄泉的空气影響化為塵土。

#### 其他人類角色
桃園奈奈生之父
聲：津田健次郎、馬伯強（台灣）
奈奈生的父親，因為好賭成性而欠下大筆的債務，於劇情初始時拋下奈奈生和自己的住處後便行蹤成謎，隨後而來的債主便將其居住的房子抵押並將奈奈生驅逐出境。奈奈生和巴衛結婚前夕，御影告知奈奈生其離家後過著尚可的生活，詢問是否邀請其出席婚禮，奈奈生以「父親和她都有各自的生活和珍惜的事物」為由，婉拒御影協尋和邀請其父。
桃園奈奈生之母
聲：天野由梨、龍顯蕙（台灣）
僅在回憶短暫登場，奈奈生的母親，因為誕下奈奈生而將歷代祖先傳給她的龍王之眼移轉給自己的女兒，曾於奈奈生幼年時告知其因為家族祖先（雪路）服用特殊的靈藥（即龍王之眼），以至於家族歷代成員只能生下女孩的隱情。即使受不了丈夫的嗜賭，依舊不會在奈奈生面前顯露出難過或生氣（但有時會對自己丈夫的嗜賭而爆走一下）。在奈奈生很小的時候因病去世。
裏嶋小太郎
聲：木村良平（日本）、姜瑰瑾（台灣）、張振熙（香港）
沼皇女的戀人，由奈奈生牽線。於十年前八歲時和沼皇女第一次相遇，在鎮上的冰淇淋店工作，不太懂與人相處，擅長魔術方塊。在知道沼皇女其實是妖怪一度很混亂，但是在奈奈生和巴衛的幫助之下決定就算身分不同喜歡的心不會因此而改變，闖入了沼皇女的婚宴會場和沼皇女一起逃走。後來還和沼皇女一起出去旅行，並且帶了土產回來送給奈奈生。
奈奈生和巴衛向大國主結定「讓巴衛成為人類」的約定十個月後，和沼皇女有了孩子。
貓田亞美
聲：佐藤聰美（日本）、龍顯蕙（台灣）、顧詠雪（香港）
奈奈生的同學。身材矮小，留著淺紅色捲髮的少女。喜歡鞍馬，害怕蛇，不擅游泳。在陪同奈奈生等人至海邊遊玩的時候，不慎被海流捲至水裡，後來雖因為奈奈生委託巴衛及時搶救她才保住性命，卻也因此讓等待向巴衛復仇的龍王逮住時機，綁架巴衛並將其帶往龍宮城，間接促成奈奈生為龍王尋回右眼的契機。一直都很羨慕奈奈生不論發生甚麼事情都會勇往直前，一點也不虛假的眼神不論在哪裡都因此抹去的亞美心中所有的不安。在修學旅行時因為霧仁偷走了人魚的羽衣，被人魚誤會是小偷而被抓走變成了儒艮，也發現奈奈生現在已經不是一般人類的事情。經過羽成引發的騷動事件後，被鞍馬所救並順利的恢復原形（也因為飲用進化之水重新組成人類身軀的緣故，讓自己的頭髮變長，力氣也跟著增強），正式向鞍馬告白自己的心意。
在後日談交代，她和鞍馬分別後曾交過不少男友，結果因始終想念鞍馬均是分手收場。
磯邊
聲：森嶋秀太（日本）、鈕凱暘（台灣）
奈奈生的同學，時不時的就會調戲奈奈生。
御手洗
聲：浜添伸也（日本）、馬伯強（台灣）
矶边的死党，两人常一起出现。
上島惠
聲：清水香里（日本）、劉凱寧（台灣）、莎拉（香港）
奈奈生的同學，是個留著黃色長直髮的毒舌女，對戀愛有著非比尋常的慾望，雖然經常募集男友，但是卻常常被甩。雖然很毒舌但是非常了解亞美膽子小比別人遲鈍。在亞美被綁架的時候，知道奈奈生和巴衛等人不是人類的事實，向巴衛求助將亞美救回來。
在後日談交代，她在二十歲時與年長自己五歲的男友結婚，並育有一子啟太。
北见千绘、飞田惠、海边夏子
聲：千叶芙美香、佐土原香织、寺川爱美（日本）、穆宣名、龍顯蕙、劉凱寧（台灣）
均为奈奈生的同班同学，经常三人一起出现，喜欢帅哥。
小比類卷
聲：檜山修之（日本）、鈕凱暘（第二季）（台灣）
只有出現在奈奈生受邀參加桂主持的聯誼會裡登場的男性，習慣性地對人露出舌頭，表面上很關心他人，其實是個輕浮的男子，雖然已有女友，仍背著女友參加聯誼會並試圖對奈奈生不軌（亂摸奈奈生的手），最後因為巴衛和瑞希出面阻喝止他的作為，被嚇至落荒而逃。
博子
聲：釘宮理惠（日本）、穆宣名（第二季）（台灣）
為了實現擔任演員的夢想，從鄉下地區來到都市擔任資深女演員助理的年輕女孩，個性生澀溫和，因為涉世未深和資歷較淺，經常招致資深女演員的責備，但為了實踐夢想故選擇留在都市。在離家出走的瑞希陪同鞍馬參加宴會、卻不勝酒力昏倒的時候，將昏倒的瑞希搬至宴會場外並在旁看護前者，後來瑞希為了答謝該名女孩帶來的啟示和恩情，特地於回歸神社前將自己釀造的神酒贈與她。
毛利霧仁
聲：諏訪部順一（惡羅王）、森嶋秀太（本人）（日本）、馬伯強（僅第一季ep.13）／鈕凱暘（第二季）（台灣）
有著俊秀容貌的黑髮少年，生前因細故和母親發生爭執而離家，卻在雪山行動的期間，不幸遭遇雪崩而遇難身亡。死後的霧仁靈魂抵達黃泉，巧遇被困在黑暗之中的惡羅王，請求後者協助他向自己的母親道出生前未能說出口的歉意。惡羅王亦因為厭惡長期待在黑暗中，決定利用霧仁的身體離開黃泉（但特地向霧仁聲明不願幫忙向霧仁的母親道歉）。現時僅是惡羅王在人間的代用身份。
杵島琉璃子
奈奈生的同校學生，是個配戴眼鏡，留著捲曲的頭髮，面有雀斑的少女，在陪同眾人修學旅行期間，意外的目擊並使用相機拍下恢復原型的鞍馬翱翔天際的畫面，從而發現鞍馬並非一般人類的事情。為了調查鞍馬的底細而跟隨奈奈生等人行動，卻因為偶然撿到鞍馬遺留在地上的羽毛而看見附近的妖怪，遭受妖怪的襲擊，之後由於巴衛出手解危才順利脫險。
沖繩島的巫女
駐守在島上的巫女。自幼便選為下一任巫女，遣送至島上修行，過著孤獨的生活。兒時曾因緣際會認識受御影之命前往該島出差的巴衛，請求對方帶自己在空中飛翔留下深刻印象。修學旅行篇羽成引發的騷動獲得解決後，巴衛再次拜訪已成老嫗的該名巫女，在敘舊的同時亦感嘆世間變化無常和人類的生命過於短暫，從而興起想要變成人類的念頭，藉此理解人類以及和奈奈生廝守的念頭。
毛利亞子
聲：七绪春日、姜瑰瑾（台灣）
毛利霧仁之母。於惡羅王靈魂憑依的霧仁返家後，雖察覺其子有異樣但未知曉霧仁已故的事實。直至她親赴黃泉，被奈奈生等人搭救，親眼見到霧仁在她眼前死去，才透過御影等人轉述獲知兒子已過身並被惡羅王靈魂憑依的實情，懇求伊邪那美讓惡羅王的靈魂轉生為其子。 奈奈生和巴衛宣布結婚的消息後，收到兩者的婚禮請帖，作為受邀賓客為奈奈生和巴衛獻上祝福。在後日談仍和巴衛、奈奈生保持往來。
鞍馬（真壽郎）的經紀人
聲：馬伯強（台灣）
為鞍馬（真壽郎）處理簽約、安排演出、代替發言等事宜的人。
英文老師
聲：馬伯強（台灣）
學校老師之一。
音樂老師
聲：龍顯蕙（台灣）
學校老師之一。
美里
漫畫最終話登場，和奈奈生同所育幼院的幼兒老師。奈奈生離職時，和園長送別前者。
園長
漫畫最終話登場，和奈奈生同所育幼院的園長，是位個性和藹的中年婦人。於奈奈生離職時送別前者，並表示往後隨時歡迎奈奈生返回育幼院任職。
松平
漫畫最終話登場，和巴衛同所公司的低階員工，對於巴衛緊迫逼人的態度感到畏懼。後來巴衛在離職前選擇將自己的客戶交接給松平服務。
洸太
漫畫番外篇《惡羅王番外》登場。綺羅羅﹙轉生後的惡羅王﹚的表哥，表面上形容綺羅羅個性粗暴、面皮厚，行為粗魯，完全不像女孩，實際上卻在意對方。
講解（動畫）
聲：山崎雅美（日本）、姜瑰瑾（台灣）、莎拉（香港）

#### 奈奈生在五百年前曾遇過的人、神、妖
雪路
聲：三森鈴子（第一季）／折笠富美子（過去篇）（日本）、顧詠雪（香港）
巴衛深愛過的女性（其實是巴衛把穿越500年時空的奈奈生誤當此人）。曾被第一次穿越時空的奈奈生短暫附身過。擁有出眾的美貌，性格堅強而溫柔，由於故鄉被妖怪所毀而極度憎恨妖怪。儘管是初次相識，對奈奈生卻有莫名的親切感（覺得奈奈生相當惹人憐愛，奈奈生亦感覺待在雪路身邊很安心），非常關照穿越時空而來的奈奈生。偶然目睹扮成自己的奈奈生贈送巴衛髮簪而揣測奈奈生的身份。嫁給小石川大名，懷孕後夫家被惡羅王滅門，受家僕保護而逃亡。為了生存下去向呼喚自己的巴衛求助，但仍憎恨妖怪，瞳孔顏色與奈奈生不同，所以假裝眼睛受傷而不讓巴衛看見雙眼。受照料期間服下了巴衛奪來的龍王右眼，身體好轉，順利誕下一女柊。後於巴衛不在時被惡羅王所害，死前在來遲一步的巴衛懷中面露笑顏，並道出一直未能開口的感謝。黑磨死前向奈奈生講述雪路和巴衛的經歷，指出雪路實為奈奈生的祖先，龍王右眼也因此代代相傳。
夜之森水波姬
聲：能登麻美子（日本）、劉凱寧（台灣）、王夢華（香港）
夜之森神社之主，瑞希以前服侍的主人，化身為梅樹。過去在神社建立前，附近曾有條經常發生水患的河川，村民為了祈求水患平息而建立夜之森神社，夜之森水波亦因此成為守護附近地區水域的水神。但後來村民不再參拜夜之森神社，導致夜之森水波的力量逐漸減弱，最終消逝殆盡，夜之森神社亦從此沉沒於水庫之中。在過去篇曾短暫收留回到500年前迷路的的奈奈生，並指引幫助她前往西方。
河童
聲：吉田仁美
胖胖的河童，會腰痛，願意以召喚黑磨過來為條件和奈奈生交換桃丹，但是黑磨的降臨會汙染附近區域。當奈奈生再回去看的時候整片山都被污染了。
黑磨
聲：置鮎龍太郎（OVA，男）／坂本真綾（女）
曾與巴衛簽訂毀約就要付出代價的契約要將巴衛變成人類，最後因未實現諾言而死去，巴衛也因契約而承受死亡的詛咒。告訴奈奈生只要將巴衛給黑磨的簽訂契約之物（奈奈生500年前給巴衛的髮簪）在現在拿回就可以解除詛咒，奈奈生也因此成功解除了巴衛的詛咒。過去因為曾希望自己變成人類和某位人類女性廝守，卻未能如願而抱憾在心，傷心之時被大國主所安慰。
黃泉篇曾與夜鳥融為一體。獲釋後獲知奈奈生對其的感激之情，幫助奈奈生對抗夜鳥。
助
聲：下野紘
雪路的隨從。曾目睹毛球怪吃人，因為懼怕毛球而被毛球饒過，但被下了封口令。後來被毛球佔據身體而成為夜鳥。
風太
聲：八重畑由希音
負責照顧雪路起居的小孩。

## 用語
| 名詞         | 說明 |
| ------------ | --- |
| 緣足         | 蛇族的緣定之印，當蛇族的妖怪（神使）決定和指定對象結婚時，就會以蛇型的姿態，在指定對象的手臂留下印記，作為締結結婚的契約印。 |
| 夜霧車       | 外型為寬敞的古代牛車，可於空中飛行，但只能在夜晚啟動。 |
| 時迴香爐     | 瑞希持有的寶物，外型是青銅色的香爐，只要點燃香爐，就能讓指定對象的靈魂或是實體回歸過去的某段時空，缺點是使用者若選擇以實體狀態回歸過去，將會在回到現世的時候，全身感受到異常的疼痛與疲憊。 |
| 萬寶錘       | 外型是隻短錘，當持有者將錘子敲向指定對象的時候，該名被錘子擊中的對象將會變成使用者指定的狀態。巴衛便曾經被萬寶錘敲中而短暫地變成小孩的模樣。 |
| 神社         | 土地神和其他神明的住處，神明的法力和朝拜者的多寡，將會影響神社的氣韻和外觀。若是駐留該間神社的神明失去力量或擅自離家出走，神社的外觀就會急速衰敗；但只要神明及時返回神社，就會恢復成原本的模樣。一旦神明所在的神社不再有人參拜，神明的力量也會逐漸減弱，最終將消失殆盡（這裡指應人類要求而生的神明）。天界神明的神社，則不會受朝拜者多寡的影響。 |
| 神酒         | 瑞希釀造的神酒，擁有洗滌人心的力量，鞍馬也非常喜歡這種酒的味道。通常這種酒類僅有神明才能享用，但是瑞希在離家出走的期間，為了答謝自己不勝酒力昏倒時看護他的演員助理，故特地將這罐神酒送給對方作為謝禮。 |
| 白符         | 土地神的能力，施術者將符咒寫上文字並貼在指定對象的身上，被寫在符咒上的文字便會發揮力量，化為現實。每次使用白符，將會吸取施術者的力量，而且能夠化為現實的範疇，則依據土地神的神通力大小。 |
| 龍王之眼     | 顧名思義，為龍王的眼球。服用龍王之眼的對象，將能延長己身的壽命，倘若該對象分娩誕下後裔，龍王之眼就會轉移至子嗣的身體裡，依此代代傳承，但是龍王之眼待在服用者和其後裔的體內越久，其體積便會隨著時間流逝而逐漸縮小，進而硬化為石子，直至服用者最後的後裔正式絕後或龍王之眼被外力取出為止。變小的龍王之眼即便回歸至龍王的手裡，仍無法恢復原狀，故龍王在取回眼球後，仍維持著配戴眼罩的習慣。 |
| 桃丹         | 神明製造的萬能靈藥，可治癒服用者的疾病或是創傷。 |
| 言靈縛       | 神明發出的命令會化作言靈，束縛神使。言靈縛的強制力視神明的命令強弱而定，越強烈的命令越能構成強力的制約。是神明和神使的契約。 |
| 海龜巴士     | 海域供給神明、神使、妖怪搭乘的特有交通工具。為大型的海龜背部乘載著轎子般的乘客席，雖然乘客席的特製玻璃能隔絕外面的海水，卻不能阻絕水以外的其他物體穿過玻璃，因此在搭乘期間不可將身體伸出座席外。 |
| 死相面具     | 只要配戴在使用者的臉上，就會浮現使用者死後模樣的面具。 |
| 驅除邪念之葉 | 外觀為傘般大小的葉子，只要持有者拿著此葉，懷有惡意的妖怪便無法看見持有者，缺點是只能供一人使用，而且原持有者將此葉拿給其他對象的話，將會讓妖怪看見自己的形體。 |
| 鞍馬山       | 天狗們的家鄉兼聖山，居住於此的天狗清一色為男性，有著「禁止女性入山」和「未成年天狗不得擅自下山」的規定（因為未成年天狗接觸人間的汙濁氣息會難以生存）。 |
| 神明會議     | 分散在世界各地的八百萬神明於每年十月的某週，固定前往出雲舉辦的會議，用來解決和協調神明和人間的事情。 |
| 人魚的羽衣   | 人魚族特有的羽衣，可讓穿戴者不受火焰的傷害。原本被羽成用來遮蔽自己的容貌，後由於羽成被瑞希的真心所感動，轉而將這件羽衣轉贈給瑞希。 |
| 進化之水     | 人魚族特有的祕寶，凝聚海洋能量的精華，可讓飲用者回歸進化的源頭，變化成任何飲用者想要變成的生物，也能讓任何受法術影響變成其他生物的對象恢復原狀，倘若原本身為人類的飲用者使用進化之水恢復原型，就會因為身體結構重新組成的影響，在變回人類的時候令身體產生些變化（例如毛髮增長，力氣變大）。但若是非人類的飲用者則無法使用此物變化成人類，而且在使用進化之水的期間不慎分神，就會變回原型。由於此物極其珍貴，即便小滴仍需耗時一百年才能生成。羽成原本欲將此祕寶留給未來的夫君服用，卻被前來拯救亞美的鞍馬使計騙走，其後被迫切想變為人類的巴衛飲去大部分。 |

## 出版書籍
香港版漫畫從第20集起改由東立香港代理發行台灣版本，第20-23集於2016年10月14日發售。
| 卷數                             | 白泉社         | 白泉社                                        | 東立出版社     | 東立出版社             | 天下出版       | 天下出版               | 世界图书出版公司北京公司 | 世界图书出版公司北京公司 | 酷威文化（出品）百花洲文艺出 版社 | 酷威文化（出品）百花洲文艺出 版社 |
| 卷數                             | 發售日期       | ISBN                                          | 發售日期       | ISBN                   | 發售日期       | ISBN                   | 發售日期                 | ISBN                     | 發售日期                          | ISBN                              |
| 單行本                           | 單行本         | 單行本                                        | 單行本         | 單行本                 | 單行本         | 單行本                 | 單行本                   | 單行本                   |                                   |                                   |
| -------------------------------- | -------------- | --------------------------------------------- | -------------- | ---------------------- | -------------- | ---------------------- | ------------------------ | ------------------------ | --------------------------------- | --------------------------------- |
| 1                                | 2008年9月19日  | ISBN 978-4-592-18506-2                        | 2009年6月8日   | ISBN 978-986-10-3734-9 | 2009年7月6日   | ISBN 978-988-215-969-3 |                          | ISBN 978-7-5100-9856-7   |                                   |                                   |
| 2                                | 2009年1月19日  | ISBN 978-4-592-18507-9                        | 2009年12月1日  | ISBN 978-986-10-3735-6 | 2009年8月1日   | ISBN 978-988-215-991-4 |                          | ISBN 978-7-5100-9857-4   |                                   |                                   |
| 3                                | 2009年5月19日  | ISBN 978-4-592-18508-6                        | 2010年5月10日  | ISBN 978-986-10-3736-3 | 2009年10月12日 | ISBN 978-988-8029-11-2 |                          | ISBN 978-7-5100-9857-4   |                                   |                                   |
| 4                                | 2009年9月18日  | ISBN 978-4-592-18509-3                        | 2010年12月29日 | ISBN 978-986-10-5201-4 | 2009年12月16日 | ISBN 978-988-8029-97-6 |                          | ISBN 978-7-5100-5332-0   |                                   |                                   |
| 5                                | 2010年1月19日  | ISBN 978-4-592-18510-9                        | 2011年5月31日  | ISBN 978-986-10-5202-1 | 2010年5月20日  | ISBN 978-988-8031-58-0 |                          | ISBN 978-7-5100-5654-3   |                                   |                                   |
| 6                                | 2010年5月19日  | ISBN 978-4-592-19216-9                        | 2011年8月22日  | ISBN 978-986-10-5803-0 | 2011年3月1日   | ISBN 978-988-8096-02-2 |                          |                          |                                   |                                   |
| 7                                | 2010年9月17日  | ISBN 978-4-592-19217-6                        | 2011年10月11日 | ISBN 978-986-10-6515-1 | 2011年7月2日   | ISBN 978-988-8097-19-7 |                          |                          |                                   |                                   |
| 8                                | 2010年12月17日 | ISBN 978-4-592-19218-3                        | 2012年1月19日  | ISBN 978-986-10-6515-1 | 2011年12月1日  | ISBN 978-988-8098-32-3 |                          |                          |                                   |                                   |
| 9                                | 2011年5月19日  | ISBN 978-4-592-19219-0                        | 2012年4月19日  | ISBN 978-986-10-8025-3 | 2012年4月19日  | ISBN 978-988-8098-00-2 |                          |                          |                                   |                                   |
| 10                               | 2011年9月20日  | ISBN 978-4-592-19220-6                        | 2012年7月31日  | ISBN 978-986-10-8882-2 | 2012年7月3日   | ISBN 978-988-8099-28-3 |                          |                          |                                   |                                   |
| 11                               | 2012年1月20日  | ISBN 978-4-592-19291-6                        | 2013年2月2日   | ISBN 978-986-10-9548-6 | 2012年9月6日   | ISBN 978-988-8099-98-6 |                          |                          |                                   |                                   |
| 12                               | 2012年4月20日  | ISBN 978-4-592-19292-3                        | 2013年3月8日   | ISBN 978-986-317-209-3 | 2012年10月3日  | ISBN 978-988-8100-24-8 |                          |                          |                                   |                                   |
| 13                               | 2012年9月20日  | ISBN 978-4-592-19293-0 ISBN 978-4-592-10552-7 | 2013年5月14日  | ISBN 978-986-317-953-5 | 2013年1月2日   | ISBN 978-988-8100-51-4 |                          |                          |                                   |                                   |
| 14                               | 2012年10月19日 | ISBN 978-4-592-19294-7                        | 2013年6月7日   | ISBN 978-986-324-135-5 | 2013年1月28日  | ISBN 978-988-8100-84-2 |                          |                          |                                   |                                   |
| 15                               | 2013年2月20日  | ISBN 978-4-592-19295-4                        | 2013年9月3日   | ISBN 978-986-324-114-9 | 2013年5月21日  | ISBN 978-988-8213-21-4 |                          |                          |                                   |                                   |
| 16                               | 2013年8月20日  | ISBN 978-4-592-19296-1 ISBN 978-4-592-10505-3 | 2014年3月11日  | ISBN 978-986-337-207-3 | 2013年10月28日 | ISBN 978-988-8214-17-4 |                          |                          |                                   |                                   |
| 17                               | 2014年1月20日  | ISBN 978-4-592-19297-8                        | 2014年8月29日  | ISBN 978-986-337-240-6 | 2014年10月3日  | ISBN 978-988-8215-07-2 |                          |                          |                                   |                                   |
| 18                               | 2014年5月20日  | ISBN 978-4-592-19298-5                        | 2014年12月18日 | ISBN 978-986-365-026-3 | 2015年6月9日   | ISBN 978-988-8215-65-2 |                          |                          |                                   |                                   |
| 19                               | 2014年9月19日  | ISBN 978-4-592-19299-2                        | 2015年3月27日  | ISBN 978-986-365-858-0 | 2015年12月19日 |                        |                          |                          |                                   |                                   |
| 20                               | 2014年12月19日 | ISBN 978-4-592-19300-5                        | 2015年7月5日   | ISBN 978-986-382-482-4 |                |                        |                          |                          |                                   |                                   |
| 21                               | 2015年4月20日  | ISBN 978-4-592-21501-1 ISBN 978-4-592-21800-5 | 2016年6月7日   | ISBN 978-986-431-248-1 |                |                        |                          |                          |                                   |                                   |
| 22                               | 2015年8月20日  | ISBN 978-4-592-21502-8 ISBN 978-4-592-10508-4 | 2016年7月6日   | ISBN 978-986-462-081-4 |                |                        |                          |                          |                                   |                                   |
| 23                               | 2015年12月18日 | ISBN 978-4-592-21503-5 ISBN 978-4-592-10509-1 | 2016年8月5日   | ISBN 978-986-462-808-7 |                |                        |                          |                          |                                   |                                   |
| 24                               | 2016年4月20日  | ISBN 978-4-592-21504-2 ISBN 978-4-592-10510-7 | 2016年11月10日 | ISBN 978-986-470-229-9 |                |                        |                          |                          |                                   |                                   |
| 25                               | 2016年8月19日  | ISBN 978-4-592-21505-9 ISBN 978-4-592-10511-4 | 2016年12月2日  | ISBN 978-986-470-883-3 |                |                        |                          |                          |                                   |                                   |
| 公式書                           |                |                                               |                |                        |                |                        |                          |                          |                                   |                                   |
| 13.5                             | 2012年9月20日  | ISBN 978-4-592-19709-6                        | 2013年8月13日  | ISBN 978-986-332-447-8 |                |                        |                          |                          |                                   |                                   |
| 25.5                             | 2016年12月20日 | ISBN 978-4-592-10517-6                        | 2017年8月4日   | ISBN 978-986-486-440-9 |                |                        |                          |                          |                                   |                                   |
| 小说 元气少女缘结神 : 鞍马山夜话 |                |                                               |                |                        |                |                        |                          |                          |                                   |                                   |
|                                  | 2015年5月20日  | ISBN 978-4-592-19796-6                        |                |                        |                |                        |                          |                          | 2016年                            | ISBN 978-7-5500-1916-4            |

## 動畫

### 製作人員
- 原作︰鈴木JULIETTA（白泉社「花與夢」連載）
- 監督、劇本︰大地丙太郎
- 人物設定、總作畫監督︰山中純子
- 美術監督︰青井孝
- 色彩設計︰西香代子
- 攝影監督︰佐佐木明美
- 編輯︰藤田育代
- 音樂︰增田俊郎
- 音響監督︰田中一也
- 音響效果︰出雲範子
- 動畫製作︰TMS Entertainment
- 製作︰「元氣少女緣結神」製作委員會

### 主題曲
第1期
片頭曲
作詞、作曲、編曲：真部脩一，歌：Hanae（EMI音樂）
第13話作為插曲使用。
片尾曲「神様お願い」
作詞、作曲：松崎由治，編曲：真部脩一，歌：Hanae（EMI音樂）
片尾曲（第10話）
作詞、作曲：松崎由治，編曲：真部脩一，歌：KURAMA（岸尾大輔）featuring Hanae
插入曲「堕天使DA☆TEN☆DIE」（第2話）
作詞：KURAMA，作曲：增田俊郎，歌：KURAMA（岸尾大輔）
插入曲「天使LA☆TEN☆SEE」（第6話）
作曲：增田俊郎，歌：2年2班全體、鞍馬
第2期
片頭曲
作詞、作曲、編曲：真部脩一，歌:Hanae
片尾曲
作詞、作曲、編曲：真部脩一，歌：Hanae
片尾曲（第6話）
作詞：KURAMA，作曲：增田俊郎，歌：KURAMA（岸尾大輔）
插入曲「堕天使DA☆TEN☆DIE」（第6話）
作詞：KURAMA，作曲：增田俊郎，歌：KURAMA（岸尾大輔）
插入曲（第6話）
作詞、作曲、編曲：真部脩一，歌：桃園奈奈生（三森鈴子）featuring Hanae

### 各話列表
Blu-ray/DVD於2012年12月28日至2013年6月19日間發售。第一、三、五、七卷中均有收錄不同的角色歌曲作為初回版的特典。
| 話數          | 日文標題     | 中文標題             | 劇本                  | 分鏡                           | 演出                | 作畫監督                                                                  |
| 第1期         | 第1期        | 第1期                | 第1期                 | 第1期                          | 第1期               | 第1期                                                                     |
| ------------- | ------------ | -------------------- | --------------------- | ------------------------------ | ------------------- | ------------------------------------------------------------------------- |
| 01            |              | 奈奈生，成為神明     | 大地丙太郎            | 大地丙太郎                     | 山本泰一郎          | 山中純子                                                                  |
| 02            |              | 神明，被盯上         | 大地丙太郎            | 佐山聖子                       | 菱川直樹            | 野武洋行                                                                  |
| 03            |              | 神明，姻緣一線牽     | 大地丙太郎            | 本多康之                       | 小野田雄亮          | 本橋秀之                                                                  |
| 04            |              | 神明，被誘拐         | 大地丙太郎            | 西森章                         | 湖山禎崇            | 石川晉吾                                                                  |
| 05            |              | 神明，失去歸處       | 大地丙太郎            |                                | 永岡智佳            | 河村明夫、大島美和 野武洋行、本橋秀之                                     |
| 06            |              | 神明，感冒了         | 大地丙太郎            | 佐山聖子                       | 神原敏昭            |                                                                           |
| 07            |              | 神明，約會誘惑       | 大地丙太郎            | 本多康之                       | 本多康之            | 本橋秀之                                                                  |
| 08            |              | 神明，前往海邊       | 大地丙太郎            | 伊藤真朱                       | 湖山禎崇            | 齋藤大輔、島田英明 小松香苗、菅野智之                                     |
| 09            |              | 神明，前往龍宮城     | 大地丙太郎            | 佐山聖子                       | 伊藤真朱            | 河村明夫、野武洋行 大島美和                                               |
| 10            |              | 巴衛，成為神使       | 大地丙太郎            | 大地丙太郎 山本泰一郎 小坂春女 | 松下周平            | 關口亮輔、小澤圓 神谷友美、佐佐木敏子                                     |
| 10            | 神明，去聯誼 |                      | 大地丙太郎            | 大地丙太郎 山本泰一郎 小坂春女 | 松下周平            | 關口亮輔、小澤圓 神谷友美、佐佐木敏子                                     |
| 11            |              | 神使，走上街頭       | 大地丙太郎            | 西森章                         | 神原敏昭            |                                                                           |
| 12            |              | 奈奈生，放棄成為神明 | 大地丙太郎 橫手美智子 | 本多康之                       | 湖山禎崇 永岡智佳   | 本橋秀之、齋藤大輔 島田英明、小松香苗                                     |
| 13            |              | 元氣少女緣結神       | 大地丙太郎 橫手美智子 | 大地丙太郎                     | 山本泰一郎          | 山中純子、野武洋行 大島美和、河村明夫 佐佐木惠子                          |
| OVA           |              | 神明，被拋棄         | 大地丙太郎            | 大地丙太郎 本多康之            | 古谷田順久          | 山中純子、野武洋行 大島美和                                               |
| OVA           | 神明，去温泉 |                      | 大地丙太郎            | 大地丙太郎 本多康之            | 古谷田順久          | 山中純子、野武洋行 大島美和                                               |
| 第2期         |              |                      |                       |                                |                     |                                                                           |
| 01            |              | 再次開始當神明       | 大地丙太郎            | 大地丙太郎                     | 向井雅浩            | 野武洋行、大島美和                                                        |
| 02            |              | 神明，前往出雲       | 大地丙太郎            | 村野佑太                       | 村野佑太            | 西岡夕樹                                                                  |
| 03            |              | 神明，落入黃泉       | 大地丙太郎            | 赤城博昭                       | 赤城博昭            | 芳川彌生、吉原幸之助                                                      |
| 04            |              | 神明，穿越黃泉       | 大地丙太郎            | 藤森雅也                       | 岩崎知子            | 玉利和枝                                                                  |
| 05            |              | 神明，再次告白       | 大地丙太郎            | 大地丙太郎                     | 神原敏昭            | 、渡邊慶子                                                                |
| 06            |              | 神明，遇見小天狗     | 大地丙太郎            | 大地丙太郎                     | 向井雅浩            | 山中純子、大島美和 秦野好紹                                               |
| 07            |              | 神明，前往鞍馬山     | 大地丙太郎            | 佐佐木和宏                     | 岩崎知子            | 吉原幸之助、芳川彌生                                                      |
| 08            |              | 神明，潛入           | 大地丙太郎            | 岩崎知子                       | 岩崎知子            | 吉原幸之助                                                                |
| 09            |              | 神明，遭受突襲       | 大地丙太郎            | 本多康之                       | 矢花馨              | 飯泉俊臣、水野隆宏                                                        |
| 10            |              | 神明，被告白         | 大地丙太郎            | 龜垣一                         | 神原敏昭            | 日高真由美、木下由美子 石井由美子                                         |
| 11            |              | 神明，回到兒時       | 大地丙太郎            | 大地丙太郎 本多康之            | 岩崎知子 山本泰一郎 | 大島美和、吉原幸之助 柴田和子、小松香苗 秦野好紹                          |
| 12            |              | 神明，被求婚         | 大地丙太郎            | 大地丙太郎                     | 山本泰一郎          | 大島美和、山中純子 秦野好紹                                               |
| OVA「過去編」 |              |                      |                       |                                |                     |                                                                           |
| 01            |              | 神明，回到過去       | 大地丙太郎            | 大地丙太郎                     | 曾我準              | 山中純子、服部憲知 佐佐木恵子、秦野好紹 吉見京子、中島理恵 大島美和       |
| 02            |              | 狐狸，陷入戀愛       | 大地丙太郎            | 大地丙太郎                     | 山本泰一郎          | 秦野好紹、江森真理子 吉見京子、廣中千恵美 水澤智可、橋本正則 鈴木佐智子   |
| 03            |              | 神明，成為新娘       | 大地丙太郎            | 赤城博昭                       | 赤城博昭            | 秦野好紹、吉見京子 川島 尚、橋本正則 鈴木佐智子、野口啟生 金子匡邦        |
| 04            |              | 神明，前去迎接       | 大地丙太郎            | 大地丙太郎                     | 山本泰一郎          | 山中純子、秦野好紹 吉見京子、廣中千恵美 橋本正則、川島尚 和田伸一、久保敏 |
| 05            | [ 10 ]       | 神明，幸福圓滿       | 大地丙太郎            | 大地丙太郎                     | 赤城博昭            | 吉見京子、大島美和 和田伸一、川島尚                                       |

### 播放電視台
日本深夜動畫：下文記載的日本国内播放時間使用日本標準時間（UTC+9）表示。因為部分時間标识會採用30小时制，因此請留意这类超过24:00的时间，其實際播放時間為翌日清晨。
| 播放地域       | 播放電視台   | 播放日期                      | 播放時間（UTC+9）         | 所属联播网        | 備註              |
| 第1期          | 第1期        | 第1期                         | 第1期                     | 第1期             | 第1期             |
| -------------- | ------------ | ----------------------------- | ------------------------- | ----------------- | ----------------- |
| 關東廣域圈     | 東京電視台   | 2012年10月1日－12月24日       | 星期一 26時05分－26時35分 | 東京電視網        |                   |
| 日本全國       | AT-X         | 2012年10月2日－12月25日       | 星期二 22時30分－23時00分 | 衛星電視          | 有重播            |
| 岡山縣、香川縣 | 瀨戶內電視台 | 2012年10月2日－12月25日       | 星期二 26時10分－26時40分 | 東京電視網        |                   |
| 福岡縣         | TVQ九州放送  | 2012年10月4日－12月27日       | 星期四 27時00分－27時30分 | 東京電視網        |                   |
| 愛知縣         | 愛知電視台   | 2012年10月4日－12月27日       | 星期四 27時05分－27時35分 | 東京電視網        |                   |
| 韓國全國       | ANIPLUS      | 2012年10月5日－12月28日       | 星期五 23時00分－23時30分 | 衛星電視 網絡電視 | 韓字字幕 有重播   |
| 大阪府         | 大阪電視台   | 2012年10月5日－12月28日       | 星期五 26時40分－27時10分 | 東京電視網        |                   |
| 北海道         | TV北海道     | 2012年10月5日－12月28日       | 星期五 27時00分－27時30分 | 東京電視網        |                   |
| 日本全國       | 萬代頻道     | 2012年10月6日－12月29日       | 星期六 12時00分 更新      | 網絡電視          | 1周內限定免費配信 |
| 日本全國       | 萬代頻道     | 2012年10月19日－2013年1月11日 | 星期五 24時00分 更新      | 網絡電視          | 第1話免費配信     |
| 第2期          |              |                               |                           |                   |                   |
| 關東廣域圈     | 東京電視台   | 2015年1月5日－3月30日         | 星期一 26時05分－26時35分 | 東京電視網        |                   |
| 大阪府         | 大阪電視台   | 2015年1月7日－ 4月1日         | 星期三 26時35分－27時05分 | 東京電視網        |                   |
| 愛知縣         | 愛知電視台   | 2015年1月7日－ 4月1日         | 星期三 26時35分－27時05分 | 東京電視網        |                   |
| 北海道         | TV北海道     | 2015年1月8日－ 4月2日         | 星期四 26時05分－26時35分 | 東京電視網        |                   |
| 岡山縣、香川縣 | 瀨戶內電視台 | 2015年1月8日－ 4月2日         | 星期四 26時15分－26時45分 | 東京電視網        |                   |
| 福岡縣         | TVQ九州放送  | 2015年1月8日－ 4月2日         | 星期四 27時00分－27時30分 | 東京電視網        |                   |
| 日本全國       | AT-X         | 2015年1月8日－ 4月2日         | 星期五 22時30分－23時00分 | 衛星電視          | 有重播            |

| 播放地區 | 播放電視台 | 播放日期                | 當地播放時間                                                       | 所屬聯播網  | 備註                  |
| 第1季    | 第1季      | 第1季                   | 第1季                                                              | 第1季       | 第1季                 |
| -------- | ---------- | ----------------------- | ------------------------------------------------------------------ | ----------- | --------------------- |
| 臺灣     | Animax     | 2013年7月1日－7月13日   | 每日22:30－23:00                                                   | 有線電視    | 含中文配音 有重播時段 |
| 香港     | Animax     | 2013年9月13日－10月1日  | 星期一至五 22:00－22:30                                            |             |                       |
| 第2季    |            |                         |                                                                    |             |                       |
| 臺灣     | Animax     | 2015年12月6日－12月17日 | 每天19:30－20:00                                                   | 有線電視    | 含中文配音 有重播時段 |
| 臺灣     | Animax HD  | 2016年2月9日－2月20日   | 每天19:30－20:00                                                   | 中華電信MOD | 含中文配音 有重播時段 |
| 香港     | Animax     | 2015年11月18日－12月9日 | 星期三至四 20:00－21:00 11月18日 20:30－21:00 12月9日 20:00－20:30 |             |                       |

## 媒體

### 廣播劇CD
《「元氣少女緣結神」 神與神使的契約》
廣播劇內容是收錄原作所沒有的故事，講述巴衞如何成為御影的神使。
聲優陣容皆與動畫版相同，並且收錄聲優訪談作為CD特典。
另外，單行本第13卷初回限定版也有附廣播劇CD，但兩者不同。
| 名稱 | 發售日         | 產品規格  | ASIN            | EAN               |
| ---- | -------------- | --------- | --------------- | ----------------- |
|      | 2012年10月24日 | FCCM-0350 | ASIN B008P5YYE0 | EAN 4562207985086 |

《「元氣少女緣結神」 神明，去鞍馬山》
封面是由鈴木JULIETTA老師親自繪製，而廣播劇內容講述奈奈生、巴衞及鞍馬前往鞍馬山的故事。
廣播劇內容雖與《花與夢》2013年19號贈送的CD相同，但收錄了全新的短篇《聖誕開始了》。
特典是由鈴木JULIETTA老師親自繪製插圖的手提袋。
| 名稱 | 發售日         | ASIN            |
| ---- | -------------- | --------------- |
|      | 2013年12月18日 | ASIN B00LFJC0OY |

《「元氣少女緣結神」 御影、巴衛和可愛的小狗》
廣播劇內容除了收錄討厭小狗的御影和巴衞與迷路小狗相遇的故事，還有聲優訪談。
廣播劇是在2012年12月29日-31日在日本舉辦的Comic Market83限定售購。
特典是御影和巴衛橡膠吊飾。
《「元氣少女緣結神」 鬼神與野狐的遊戲》
廣播劇內容是由鈴木JULIETTA老師協力製作，講述年輕時的巴衞和惡羅王相遇的故事。
除了巴衞的故事外，還有收錄原作中奈奈生與龍王‧宿儺的故事。
初回特典是聲優訪談。
| 名稱 | 發售日        | 產品規格  | ASIN            | EAN               |
| ---- | ------------- | --------- | --------------- | ----------------- |
|      | 2013年9月25日 | FCCM-0351 | ASIN B00DEF7UCE | EAN 4562207987967 |

### 網路廣播
網路廣播『《元氣少女緣結神 巴衛與瑞希的御影神社通信》』是HiBiKi Radio Station與音泉於2012年9月19日至2013年2月13日逢星期二發放的電台節目。電台主持人是為巴衛配音的立花慎之介與為瑞希配音的岡本信彦。
來賓
- 第4回（2012年10月10日） - 鈴木JULIETTA（原作者）
- 第16回（2013年1月2日） - 岸尾大輔（鞍馬 聲優）

DJCD於2013年7月10日發售，當中收錄了第1回至第22回的網上廣播內容。
| 名稱 | 發售日        | ASIN            | EAN               |
| ---- | ------------- | --------------- | ----------------- |
|      | 2013年7月10日 | ASIN B00D4D80M0 | EAN 4560395851428 |

### 遊戲
『《元氣少女緣結神〜心動之戀〜》』是2013年7月開始由Hangame營運的智能手機遊戲。

## 外部連結
- 元氣少女緣結神|白泉社（日語）
- 元氣少女緣結神動畫官網（日語）
- （页面存档备份，存于）（日語）
- 東京電視台動畫官網 （页面存档备份，存于）（日語）
- 御影神社通信(mikagesha)的X（前Twitter）（日語）
- 手機遊戲 元氣少女緣結神〜心動之戀〜官方網站 （页面存档备份，存于）（日語）
- 元氣少女緣結神〜心動之戀〜的X（前Twitter）（日語）